# Maria Bordoni
Pour les articles homonymes, voir Bordoni.
Maria Antonella Bordoni, née le 13 octobre 1916 à Arezzo et décédée le 16 janvier 1978 à Castel Gandolfo, était une laïque catholique italienne, tertiaire dominicaine, connue pour avoir été la fondatrice de l'œuvre Mater Dei, destinée à prendre en charge les enfants abandonnés. Elle est reconnue vénérable par l'Église catholique.

## Biographie
Maria Bordoni passe son enfance à Genazzano, avant que la famille s'établisse à Rome en 1930. Elle fréquente la paroisse Sant'Eusebio où elle est membre actif de l'Action catholique. En 1938, elle rejoint le groupe « Âmes sacerdotales », fondé par Mgr Domenico Dottarelli, son directeur spirituel, où elle trouve son idéal. Le 24 juin de cette même année, elle s'offre à Dieu comme victime pour les prêtres et toutes les âmes. L'année suivante, elle fait vœu de pauvreté, de chasteté et d'obéissance au sein du Tiers-ordre dominicain. Dès lors, la vie spirituelle de Maria Bordoni s'intensifie et elle aurait été gratifiée d'expériences mystiques, qu'elle relate dans son journal. 
En 1948, elle crée, avec Mgr Dottarelli, l'œuvre Mater Dei, destinée à prendre en charge le nombre important d'enfants orphelins et sans ressources au lendemain de la Seconde Guerre mondiale. Elle ouvre une maison à Castel Gandolfo où elle travaille à temps plein. Bientôt, elle est rejointe par de nombreuses compagnes, qui s'établiront comme les Petites filles de la Mère de Dieu. L'œuvre sera reconnue de droit diocésain en 1992. Maria Bordoni offre aux enfants recueillis une éducation, une formation religieuse et s'efforce surtout de les entourer d'affection et de confort. Son œuvre grandira, d'autres maisons ouvrirent dans la région de Rome et dans toute l'Italie. Maria Bordoni est morte le 16 janvier 1978, âgée de 62 ans.

## Béatification
Le 14 avril 2018, le pape François reconnaît que Maria Bordoni a vécu les vertus chrétiennes à un degré héroïque, lui attribuant ainsi le titre de vénérable, première étape avant la canonisation.